# Peter van Pels

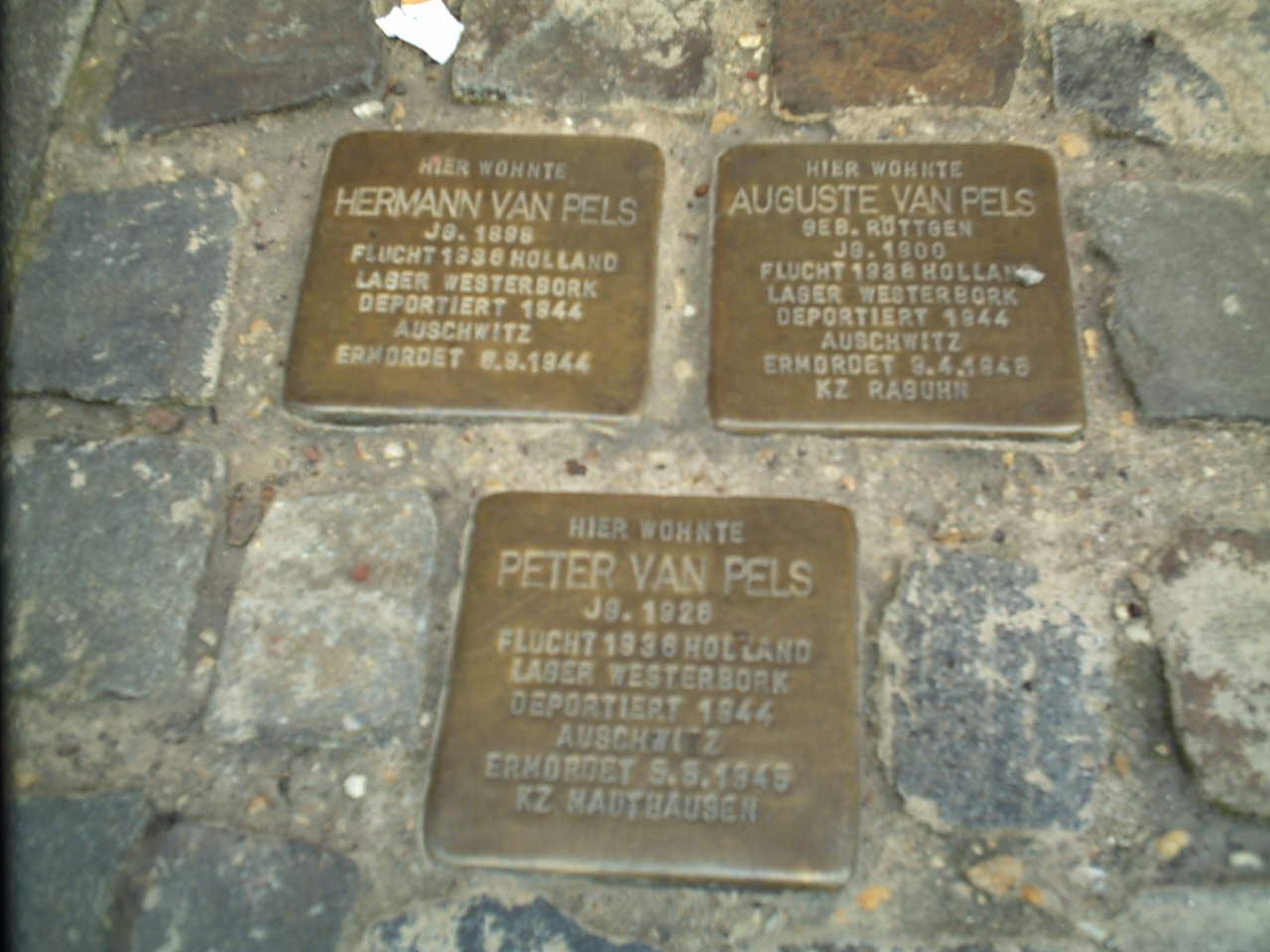
Stolpersteine voor de familie van Pels

Peter Aron van Pels (Osnabrück, 8 november 1926 – Mauthausen, 10 mei 1945) was de zoon van Auguste en Hermann van Pels en een van de acht onderduikers in het Achterhuis, waar ook Anne Frank zich schuilhield.
Peter en zijn ouders vluchtten in 1937 vanuit Duitsland naar Nederland, vanwege het opkomende nazisme. Zijn vader was Nederlands en zijn moeder Duits. Ze woonden in Amsterdam op de Zuideramstellaan, pal achter de familie Frank aan het Merwedeplein. Iedereen die Peter heeft gekend, zei over hem dat hij heel erg handig was. Vanaf 13 juli 1942 dook Peter met zijn ouders onder in het Achterhuis, samen met de familie Frank en de tandarts Fritz Pfeffer. Na ruim twee jaar onderduiken leken ze verraden te zijn. De acht onderduikers van het Achterhuis kwamen in Kamp Westerbork terecht. Na een maand werden ze naar Auschwitz gedeporteerd, waar hij, Otto Frank, Fritz Pfeffer en zijn vader Hermann van Pels terechtkwamen in het mannengedeelte van het kamp. Vlak voor de bevrijding van het kamp door de Russen, werd Peter met tal van andere gevangenen op 'dodenmars' naar Mauthausen in Oostenrijk gestuurd. Dat was enkel het lot van degenen die nog in staat waren om te lopen: Otto Frank was achtergebleven in Auschwitz. Peter stierf in het concentratiekamp Mauthausen, 5 dagen na de bevrijding.

## Trivia
De Britse auteur Sharon Dogar schreef een roman met Peter Aron van Pels in de hoofdrol: Annexed. The incredible story of the boy that loved Anne Frank, in het Nederlands vertaald als De jongen in het Achterhuis. Dit boek kreeg vanuit bepaalde hoeken stevig commentaar, omdat Dogar suggereerde dat Anne Frank en Peter een seksuele relatie gehad zouden hebben. De auteur stelt echter dat dit gedeelte uit het boek niet verder gaat dan dat wat is beschreven in Annes dagboek. De neef van Frank, Buddy Elias, herkent zich niet in dat geschetste beeld van Dogar.